# Comitetul de acțiune
„Comitetul de acțiune” este denumirea dată unui grup de protest format în municipiul Gheorghe Gheorghiu-Dej (Onești) din cetățenii Ion Stamatin, Gheorghe Petrescu, Tudorel Barbu, Laurențiu Divile, Costică Țârlea, Maria Stamatin, Tudorache Munteanu, ce a organizat primul complot din țară împotriva lui Nicolae Ceaușescu, în perioada 1969-1970.

## Preambul
Primele discuții în rândul muncitorilor au avut loc în birourile Șantierului Energomontaj de pe Platforma Petrochimică Borzești, după ce în anul 1969 au fost redactate mai multe scrisori ce trebuiau să ajungă la comitetele județene de partid cu privire la neajunsurile angajaților.
Ulterior, datorită indiferenței instituțiilor publice, aceștia au început a trimite manifeste în toată țara prin care cereau ca Nicolae Ceaușescu să nu mai fie reales în funcție în cadrul Congresului al X-lea al P.C.R.

## Manifestele
Comitetul de acțiune vă cheamă la luptă împotriva bandei de trădători în frunte cu Nicolae Ceaușescu, Ion Gheorghe Maurer, Emil Bodnăraș, figuri reprezentative ale fascismului și burgheziei din România. Nu vă lăsați înșelați de politica aventuristă, naționalistă, demagogică, de unele avantaje momentane ce vi le crează, practicată în numele comuniștilor și poporului muncitor.
„[...] manifestele au fost realizate cu trei tipare improvizate după ce au fost modificate 13 penițe. Am lucrat mult la confecționarea matriței și am realizat manifestele în două rânduri. Apoi am trecut la difuzarea acestora, prin care se făcea apel la înlăturarea conducerii de partid și de stat de atunci. Ajunși în arest, am suportat calvarul perchezițiilor corporale și a numeroaselor interogatorii, la diferite ore din zi și din noapte.”—Laurențiu Divile
Pentru ducerea în eroare a organelor de securitate, manifestele au fost difuzate de la cutiile poștale din Deva (unde Șantierul Energomontaj Borzești avea un contract de lucru la Termocentrala Mintia), de asemenea și în cutii poștale din Galați și Focșani, lăsând astfel impresia că nu ar fi putut exista persoane din Gheorghe Gheorghiu-Dej în legătură cu această acțiune.

## Urmări
În dosarul întocmit la 5 martie 1971 se constată: „Cei patru inculpați [Ion Stamatin, Gheorghe Petrescu, Tudorel Barbu, Laurențiu Divile, n.r.] au confecționat un număr de 141 manifeste cu conținut dușmănos, pe care le-a trimis primilor secretari ai comitetelor județene de partid, inspectorilor șefi de securitate și miliție, comandanților unor garnizoane militare și secretarilor de partid din unele intreprinderi republicane.” La 5 iulie în același an Ion Stamatin, Gheorghe Petrescu și Costică Țârlea au fost arestați iar la 2 octombrie au urmat Laurențiu Divile, împreună cu Maria Stamatin și Tudorache Munteanu.
Tribunalul Militar Teritorial București l-a condamnat prin Sentința nr. 45/5 martie 1971 (Dosarul 171/1971) pe Divile Laurențiu, născut la 18 septembrie 1937 în Comuna Sagna, Neamț, de profesie sudor, căsătorit, domiciliat în municipiul Gheorghe Gheorghiu-Dej, la 15 ani închisoare și interzicerea drepturilor cetățenești pe timp de opt ani precum și la confiscarea parțială a averii. Făcându-se aplicarea art. 166 mai sunt condamnați Petrescu Gheorghe și Stamatin Ioan la 12 ani închisoare și interzicerea drepturilor cetățenești și Stamatin Maria la 10 ani de închisoare, toți încadrați la infracțiunea de complot și propagandă împotriva orânduirii socialiste. Lângă restricțiile existente s-a adăugat și degradarea militară, iar un recurs la Tribunalul Suprem - Completul Militar a menținut aceleași sentințe.
„Noi am crezut în ideea noastră, am luptat și am pătimit pentru ea. Am crezut într-un sistem mai bun și mai uman.”—Laurențiu Divile
Laurențiu Divile a executat 6 ani de închisoare la Penitenciarul Aiud, fiind grațiat de restul pedepsei în anul 1976.